# Rede Atlântida
Rede Atlântida (também conhecida pela abreviação ATL) é uma rede de rádio brasileira sediada em Porto Alegre, Rio Grande do Sul. Pertencente ao Grupo RBS, trata-se de uma emissora direcionada ao público jovem das classes A e B, com idades entre quatorze e vinte e cinco anos. Surgiu em 1981, quando a então Gaúcha-Zero Hora FM de Porto Alegre, fundada em 1976, muda de nome para Atlântida FM e passa a gerar sua programação em rede para o Rio Grande do Sul e também para Santa Catarina.

## História

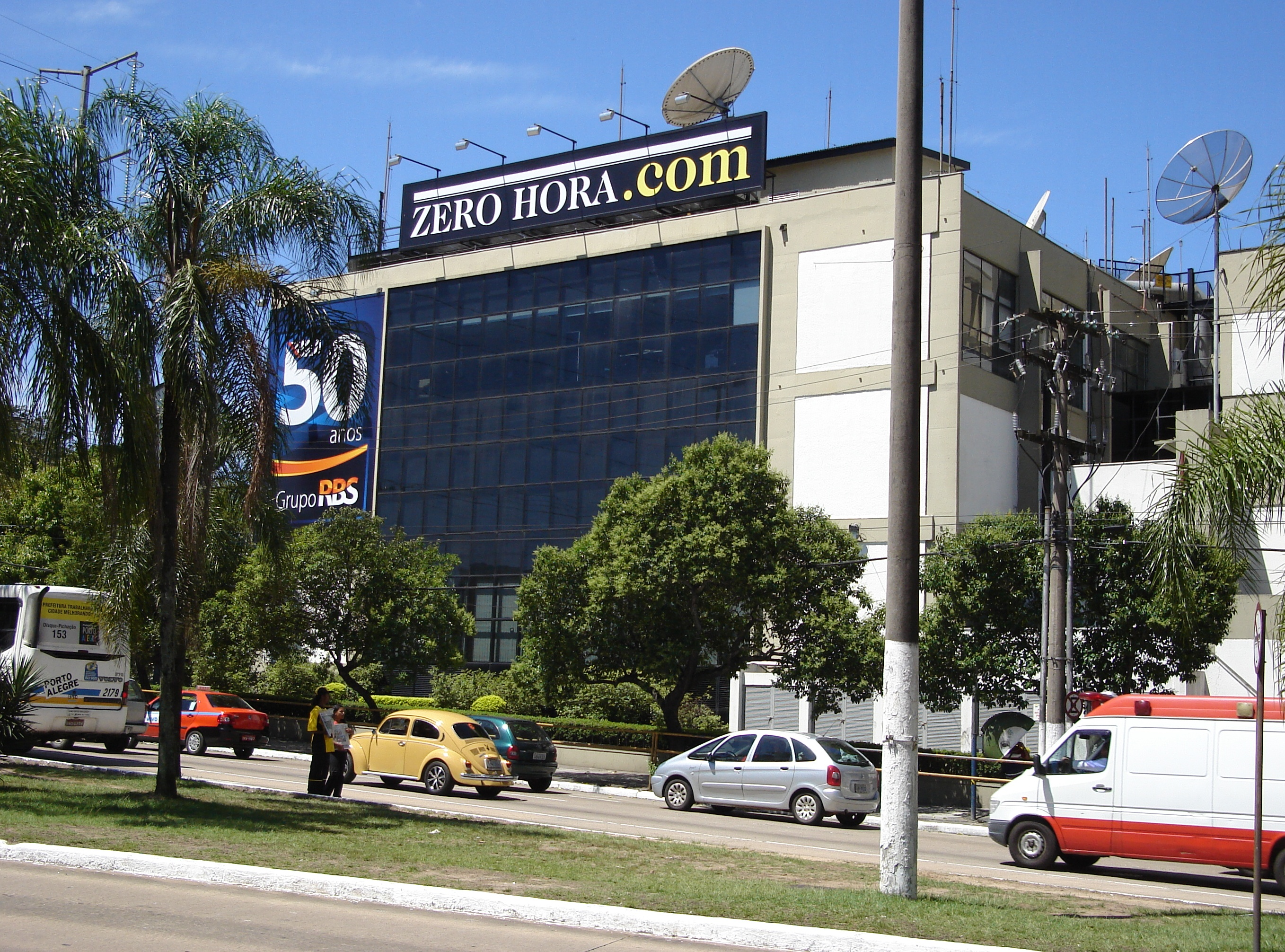
Sede do jornal Zero Hora em Porto Alegre, onde estão os estúdios da emissora desde 2017

A emissora foi criada em Porto Alegre, em 23 de março de 1976, com o nome de Gaúcha-Zero Hora FM. Com sua inauguração, iniciava-se o processo de construção – na Região Sul do Brasil – da maior geradora multiplataforma de conteúdo jovem. O ano de 1981 marcou o reposicionamento da emissora, que passou a se chamar Atlântida FM Porto Alegre. Atualmente, cobre grande parte dos estados do Rio Grande do Sul e Santa Catarina e é a maior rede de rádios FM atuando junto ao segmento de comportamento jovem do sul do país.
Sua programação é centrada em hits de música pop, na maioria de lançamento muito recente, além de sucessos de décadas anteriores, e a tarde programas do estilo "talk radio", seja com músicas em fundo, seja com "trilhas-cortina" próprias. Denomina-se também como uma "geradora de conteúdo no rádio e na internet", por possuir blogs temáticos e com assuntos ligados ao universo da rádio.
Em 7 de março de 2016, as operações das 5 emissoras da Rede Atlântida em Santa Catarina foram vendidas para o Grupo NC (assim como as demais operações do Grupo RBS naquele estado). As mesmas seguem integrantes da rede normalmente, porém na condição de afiliadas.